# Catacombes de Camden

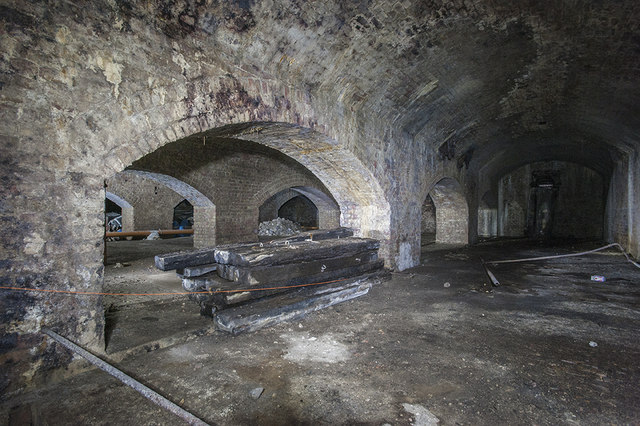
Catacombes de Camden

Les catacombes de Camden sont un système de passages souterrains à Camden Town situés en dessous d'une partie des marchés de Camden et datant du XIXe siècle. Ils sont détenus depuis 2012 par Network Rail. Ils ne sont pas de véritables catacombes (dépôts de cadavres), mais une zone souterraine à l'origine utilisés comme écuries pour les chevaux et les poneys de la fosse de travail sur les chemins de fer. Les catacombes incluent également une piscine souterraine pour les bateaux de canal opérant sur le Regent's Canal à proximité. Ces souterrains ne sont pas ouverts aux visiteurs en raison du risque d'inondation.